# Polia cherrug
Polia cherrug is een vlinder uit de familie uilen (Noctuidae). De wetenschappelijke naam is voor het eerst geldig gepubliceerd in 1997 door Rakosy & Wieser.
De soort komt voor in Europa.